# Ferdinand Boyer
Pour les articles homonymes, voir Boyer.
Ferdinand Boyer, né le 12 octobre 1823 à Nîmes (Gard) et mort le 26 juillet 1885 à Royat (Puy-de-Dôme), est un avocat et homme politique français.

## Biographie

### Origines familiales
Ferdinand Boyer est issu d'une lignée bourgeoise d'hommes de loi nîmois. Son grand-père occupe le poste de syndic du procureur municipal. Son père, Alphonse Boyer, est un temps bâtonnier de la ville. Suivant cette tradition familiale en dépit d'une surdité partielle, il devient avocat au barreau de Nîmes, et est élu bâtonnier en 1868, charge qu'il occupe jusqu'en 1870,. Son fils Eugène sera greffier en chef à Nîmes.[réf. nécessaire]
De même, Ferdinand Boyer fait sienne l'allégeance légitimiste de sa famille, qui avait valu à son grand-père d'être guillotiné à Nimes pendant la Révolution française. Son père était lui-même un proche du roi Charles X. De fait, Ferdinand Boyer professe publiquement une hostilité au régime en place sous le Second Empire.
Il est élu au conseil municipal de Nîmes en septembre 1870. Dans l'enthousiasme qui marque les premiers jours de la République, il vote avec les autres conseillers municipaux une adresse de ralliement au nouveau gouvernement.

### Député du Gard
Le gouvernement de la Défense nationale ayant annoncée la tenue prochaine d'élections législatives, il forme avec plusieurs notables du Gard — dont Roger de Larcy, Louis-Numa Baragnon et Charles-Félix de Surville — un comité électoral destiné à élaborer une liste d'union des conservateurs. Une réunion se tient début octobre 1870, qui décide la création de comités locaux. Les élections législatives ayant été reportées à février 1871, Ferdinand Boyer se présente sur une liste départementale « fusionniste » de droite qui remporte l'intégralité des sièges. Lui-même est élu en 7e position sur 9 sièges, avec 54 522 voix sur 95 143 votants et 137 326 inscrits.
À l'Assemblée nationale, il siège parmi les Chevaux-légers, groupe parlementaire informel qui rassemble les représentants légitimistes les plus ardents. Il est également membres de la réunion des Réservoirs, qui rassemble toutes les sensibilités monarchistes,. Le 16 mai 1874, il est l'un des 52 chevaux-légers à voter contre le gouvernement Albert de Broglie, provoquant sa chute,. Ces députés reprochaient au gouvernement de préparer une Constitution républicaine et d'avoir abandonné le projet de restauration monarchique. Avec cohérence, il vote également contre l'amendement Wallon et les lois constitutionnelles de 1875 qui instaurent la Troisième République.
Il dépose un amendement à la loi sur l'enseignement supérieur de 1875 pour demander que les institutions privées se voient décerner un droit de délivrer des diplômes équivalents à ceux de l'Université et de collationner des grades, mais cette disposition est rejetée en commission parlementaire. En effet, malgré le soutien de la Droite et du Centre-droit, la défection de certains républicains conservateurs, hostiles aux influences cléricales dans l'éducation, condamne la proposition à ne pas aboutir,.
Aux élections de 1876, Ferdinand Boyer est élu à la Chambre des députés dans la 1re circonscription de Nîmes ; en effet, la forte influence de l'Église catholique dans le Gard lui épargne la défaite électorale que subit la droite monarchiste dans la plupart des autres villes de France,. Avec 8 794 suffrages, il défait les deux candidats républicains Paul Manse (5 857 voix) et Baragnon (1 472 voix). De fait, il siège sans interruption comme député du Gard de 1871 à 1885.

## Sources